# Molodischne (Kropywnyzkyj)
Molodischne (ukrainisch Молодіжне; russisch Молодёжное Molodjoschnoje) ist eine Siedlung städtischen Typs in der Oblast Kirowohrad im Zentrum der Ukraine mit etwa 1200 Einwohnern (2019).
Molodischne wurde 1860 gegründet und besitzt seit 1967 den Status einer Siedlung städtischen Typs.
Die Siedlung liegt im Rajon Kropywnyzkyj am Ufer der Beresiwka (Березівка), einem 70 km langen, linken Nebenfluss des Inhul 15 km nordwestlich vom ehemaligen Rajonzentrum Dolynska und 70 km südöstlich vom Oblastzentrum Kropywnyzkyj. Acht Kilometer östlich vom Dorf verläuft die Durch das Dorf verläuft die Territorialstraße T–12–10.
Am 12. Juni 2020 wurde die Siedlung ein Teil der neugegründeten Stadtgemeinde Dolynska, bis dahin bildete sie die gleichnamige Siedlungsratsgemeinde Molodischne (Молодіжненська селищна рада/Dolynska miska rada) im Westen des Rajons Dolynska.
Am 17. Juli 2020 kam es im Zuge einer großen Rajonsreform zum Anschluss des Rajonsgebietes an den Rajon Kropywnyzkyj.